# Joan Mari Torrealdai
Joan Mari Torrealdai Nabea, ou sous son pseudonyme Torre, né le 24 novembre 1942 à Forua, et mort le 31 juillet 2020, est un journaliste, sociologue, écrivain et académicien basque espagnol de langue basque et espagnole.

## Biographie
Après des études au Sanctuaire franciscain d'Arantzazu, Joan Mari Torrealdai obtient son diplôme en théologie à Toulouse, puis quitte l'ordre religieux. Il est directeur de la revue Jakin de 1964 à 1969, et de 1977 jusqu'en 2002. Il est également gérant de la société Jakinkizunak SL qui publie le journal. Il a utilisé le pseudonyme d'Alday, Altzibar, Altxarteondo, Torre et Larrinaga.
Il est diplômé en sciences sociales de l'université de Paris, puis en sciences de l'information à l'université du Pays basque. Il obtient un doctorat en sociologie et en sciences politiques de l'université de Deusto.
Joan Mari Torrealdai a été secrétaire de l'Association des écrivains basques dans la période de 1969-1977, et le secrétaire de l'Association des sociologues basques dans les années 1979 et 1980. Il est directeur du comité de rédaction de la revue Euskaldunon Egunkaria depuis sa fondation en 1990. Il est également membre correspondant de Euskaltzaindia.
Il travaille dans le domaine du journalisme. Après l'essai Iraultzaz (Jakin, 1973), il publie un ouvrage qui a été largement reconnu, et qui porte sur l'étude sociologique des écrivains en langue basque Euskal idazleak gaur. Historia social de la lengua y literatura vasca (Jakin - Caja Laboral Popular, 1977).
En 1985, il publie le livre basque Euskal Telebista eta euskara (Elkar), une thèse de premier cycle en sciences de l'information, qui a d'abord été présentée en langue basque. En 1993, il publie un vaste catalogue XX. mendeko euskal liburuen katalogoa (1990-1992) (Députation provincial du Guipuscoa), rassemble les livres publiés en langue basque du XXe siècle. Ce premier volume a été complété par d'autres auteurs dans les années suivantes. En 1997, il publie une autre étude sociologique sur l'état de la culture basque, en se concentrant sur la littérature: Euskal kultura gaur (Jakin-Caja Laboral Popular-Elkarlanean).
En 1998, il publie El libro negro del euskera (Ttarttalo), dans lequel il dénonce les attaques contre la langue basque à travers les siècles. Cette même année, il publie la biographie de l'écrivain Martin Ugalde (eu): Martin Ugalde. Andoaindik Hondarribira Caracasetik barrena (Elkarlanean). Toujours à cette époque, il publie La censura de Franco y los escritores vascos del 98 (Ttarttalo) et remporte le prix Hiria Irun pour le travail sur la censure franquiste sur les livres: La censura de Franco y el tema vasco (Kutxa, 1999). dans le même registre, il écrit en 2000 Artaziak. Euskal liburuak eta Francoren zentsura, 1936-1983 (Susa), puis par la suite La censura gubernativa y el libro vasco (1936-1983) et Análisis de los informes del lectorado.
En 2003, un juge l'emprisonne, sous l'accusation que le journal dont il est directeur, le seul journal en langue basque Euskaldunon Egunkaria, a collaboré avec l'ETA. Les protestations de la société basque contre l'arrestation des responsables du journal ont été très fortes.
En 2011, Joan Mari Torrealdai est le nouveau bibliothécaire académique d'Euskaltzaindia, ainsi que le nouveau responsable de la Blbliothèque Azkue, place laissée vacante par José Antonio Arana.